# Carria concava
Carria concava är en stekelart som beskrevs av Kusigemati 1971. Carria concava ingår i släktet Carria och familjen brokparasitsteklar. Inga underarter finns listade.